# Fuchū (Tóquio)
Fuchū (府中市 Fuchū-shi) é uma cidade japonesa localizada na província de Tóquio.
Em 2003, a cidade tinha uma população estimada em 236 491 habitantes e uma densidade populacional de 8 060,36 h/km². Tem uma área total de 29,34 km².
Recebeu o estatuto de cidade a 1 de Abril de 1954.